# ولکام ایر
ولکام ایر (به انگلیسی: Welcome Air) یک شرکت هواپیمایی با کد یاتا 2W است که در تاریخ ۱ مه ۲۰۰۰ میلادی تأسیس شده است.
دفتر مرکزی ولکام ایر در اینسبروک، اتریش واقع شده‌است و قطب این شرکت هواپیمایی در فرودگاه اینسبروک قرار دارد .